# 中国广电集团
- 關於该公司旗下的同名品牌，請見「中国广电」。
- 關於该公司控股负责整合全国有线电视网络的子公司，請見「中国广电股份」。
- 關於该公司控股负责运营移动通信业务的子公司，請見「中广电移动」。

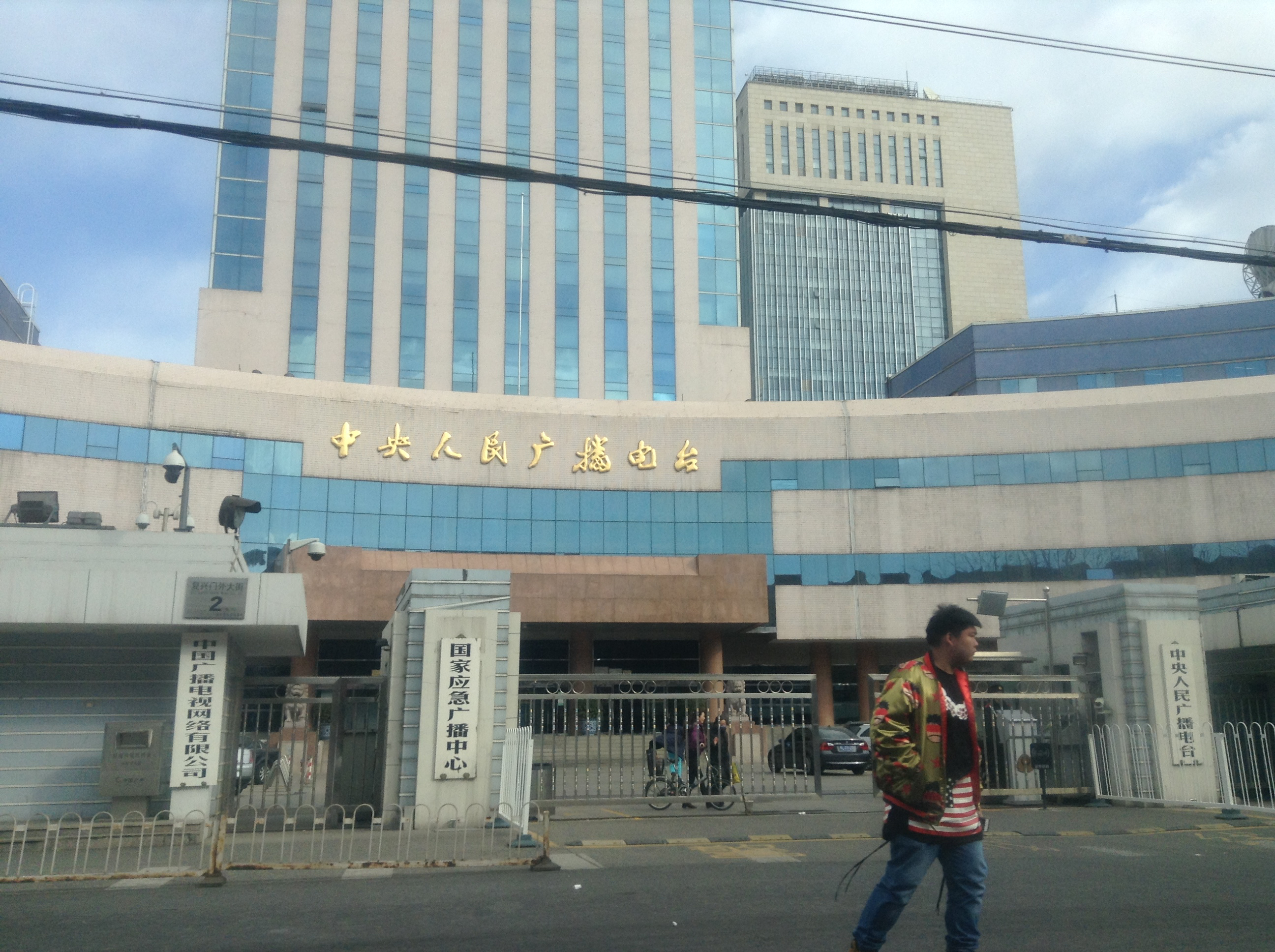
中央人民广播电台门口悬挂的中国广播电视网络有限公司牌子

中国广播电视网络集团有限公司（簡稱“中国广电集团”），是承担中华人民共和国有线电视网络的相关业务的中央管理国有独资公司，亦经营通信业务，2014年4月依据中华人民共和国国务院《推进三网融合的总体方案》注册成立，注册资金45亿元人民币。现任董事长宋起柱，董事兼总经理梁晓涛。

## 职责
中国广电网络公司的经营范围包括继承传统有线电视网络规划、建设、运营和维护，以及为开展这些业务所进行的技术研究、技术开发、信息咨询等，不断对各地广电网络实施光改和IP化转型，以成为继中国电信、中国联通、中国移动之后的第四大电信运营商为目标。负责“三网融合”业务的实施。
其子公司“中国有线电视网络有限公司”负责全国有线电视网络互联互通中央平台的运营，目前正推进整合中国内地有线电视网络，实现“全国一网”统一管理。

## 发展历程
2010年1月21日，中华人民共和国国务院颁布《推进三网融合的总体方案》，提出“组建国家级有线电视网络公司，初步形成适度竞争的产业格局”的要求，计划在12月成立该公司，国家广播电影电视总局任命原贵州省广播电影电视局局长李新民负责筹备工作。最初计划由国家财政出资近1000亿元人民币作为中国广电的启动和整合资金，但该方案被国务院三网融合领导小组否决，至此计划被拖延。
2014年4月17日，中国广播电视网络有限公司注册成立，赵景春被任命为公司法定代表人，注册资金全部以货币出资，由中央财政安排，分两年到位。5月28日，“中国广播电视网络有限公司”（国网公司）在北京市复兴门外大街2号（国家新闻出版广电总局西门）挂牌。中国广播电视网络有限公司注册资金45亿元人民币。
2014年8月13日，国网公司与广播电视规划院在规划院多功能厅签订了战略合作协议。双方成立联合实验室，开展战略发展规划、数据中心、内容分发网络、融合业务平台、融合终端、无线分发、音视频信源编码及评估等技术研究，推进相关技术的标准化及新技术应用推广，为全国有线电视网络互联互通及全业务运营提供技术保障，促进国网可持续发展。
2014年9月2日，国网公司在中国传媒大学签署了共建数字新媒体联合实验室的战略框架合作协议，建设一系列业务创新与实验平台，促进相关研究成果向应用的转化。
2014年11月份，有业内知情人士透露，国网公司已经获得4000亿元人民币贷款授信，将再次启动中国有线重组和网络整合。目前国网公司正在申请各项电信网、互联网业务经营资质和相关牌照。同时，国网也在申请全国IPTV新媒体集成播控平台经营资质。启动中国有线重组和网络整合试点工作，实现真正意义上的全程全网，确保互联互通、可管可控。
2014年12月22日，国网公司与陕西广电网络签署《合作建设西咸新区中国广播电视网络数据中心框架协议》，在西咸产业基地合作建设内容交换中心（CDN）、IP交换中心的骨干节点与相关平台，共同运营数据中心相关业务。并且双方将合作开展电视节目交换与数据交换的云服务商业化运营，共同落地国干核心内容分发及IP交换中心，合作构建IDC数据内容服务中心。
2015年3月24日，国网公司系列签约仪式盛大开启，中传数字新媒体实验室与天华世纪传媒、北京赛科世纪数码科技有限公司、思科系统（中国）网络技术有限公司、深圳市同洲电子股份有限公司、北京永新视博数字电视技术有限公司、深圳市佳创视讯技术股份有限公司、深圳市龙视传媒有限公司签订各种技术支持协议。
2015年5月28日，国网公司成立一周年，在北京召开“媒体融合形势下广电网络发展路径座谈会暨项目签约活动”。会议上与中国科技大学、中央广播电视总台、中信国安广视、贵广网络、深圳市天华世纪传媒有限公司、北京世纪互联宽带数据中心有限公司等签署合作运营协议。
2015年6月14日，国网公司联合歌华有线、中国电影股份有限公司、杭州阿里创业投资有限公司、金砖丝路（深圳）股权投资合伙企业（有限合伙）、北京北广传媒集团有限公司等公司共同签署了《中国电视院线股份有限公司发起人协议》，组建“中国电视院线运营公司”。
2015年7月，国网公司牵头联合包括歌华有线、东方有线、山东有线、华数传媒、新疆广电网络、天威视讯、天津有线、重庆有线、广东广电网络、贵广网络、湖北广电网络、广西广电网络等12家广电有线省网公司组建广电大数据产业实体公司，对中国广电行业数据进行全方位的采集、深度挖掘与业务开发，建立科学、客观、统一的广播电视内容评价体系，推动广电大数据技术、产品、服务的广泛应用，为各省广电网络公司制定发展战略提供科学的依据，通过大数据运营推动相关业务规模化、精细化的发展，为广大有线电视用户提供更加贴心、个性化的服务，进而实现行业利益的最大化，助力中国文化产业大发展大繁荣。
截至2016年1月，工业和信息化部已经向国网公司颁发了因特网数据中心业务、因特网接入服务业务、网络托管业务、国内多方通信服务业务、国内因特网虚拟专网业务、呼叫中心业务、信息服务业务等7张跨地区电信业务经营许可证。以上7张跨地区电信业务经营许可证的取得有助于国网公司进一步发挥全国有线电视网络参与三网融合市场主体的作用，为国网公司丰富业务类型、拓展服务渠道、提升服务品质提供了重要条件。并与2016年10月10日获批“10099”客服号。
2016年5月5日，国网公司獲頒發《基礎電信業務經營許可證》，批准在全中國大陸經營互聯網國內數據傳送業務、國內通信設施服務業務，並被授權其控股子公司中國有線電視網絡有限公司在全國範圍內經營上述兩項基礎電信業務，成為全中國大陸第四大電訊運營商。
2016年初，广电总局党组会议已明确将700M频段划给国网公司，同时成立中广移动网络有限公司（中广移动）负责700M频段的运营。2017年6月20日，中广移动网络有限公司正式注册成立，注册资金100亿。
2017年11月16日下午，国网公司与河南有线电视网络集团有限公司正式签订智能终端机顶盒推广战略协议。本次双方的合作将促进广电行业智能终端的发展，同时开启广电智能终端技术标准化、运营统一化进程，为行业发展助力，为开创属于广电的智能时代助力。2017年12月25日，国网公司与新疆广电网络举行战略投资合作签约仪式。
至此，中国广电已经与海南、陕西、上海、江苏、浙江、河北、青海、宁夏、广东、内蒙古、黑龙江、重庆、新疆、山东、河南、甘肃、贵州、广西、山西、湖南、四川、云南等全国三分之二面积的省市网签订战略合作联姻或投资入股协议，全国网络整合迈进了一大步。
2018年4月22日至24日，首届“数字中国”建设峰会在福州盛大开启，峰会上广电网络展览厅上展示了未来“中国广电”的机型及其UI主界面，正是以固网光纤宽带IPTV形式运作相靠拢。
2019年6月6日，中国广电国网公司顺利获得工信部颁发的5G业务牌照。随后，山东、广东、贵州、广西也逐步开展“广电5G”业务建设试点。
2019年6月21日，甘肃广电网络与中国广电下属中国有线公司，以及华为技术公司、华数集团、北京玖扬博文公司、爱奇艺公司和腾讯公司等六家国内知名文化企业，签署战略合作协议。
2019年7月24日中国广电正式成立一家分公司——中国广播电视网络有限公司河北雄安分公司。
2019年7月30日，由国家广播电视总局和甘肃省人民政府主办，中国广播电视网络有限公司、甘肃省广播电视局和甘南州人民政府承办的“推进智慧广电建设高峰论坛”，在甘肃省甘南州合作市正式召开。在论坛专题交流发言阶段，来自中央广播电视总台、中国广播电视网络有限公司和山东、湖南、浙江、广东、贵州、甘肃、内蒙古、广西、上海等省区市广播电视局、有线网络公司代表作了经验交流。
2020年10月12日，中国广电网络股份有限公司在北京正式成立，成为中國第四大網絡运营商。后续中国广电将发行192号段的手机号码。
2021年7月8日，中国广播电视网络有限公司完成工商变更，正式更名为「中国广播电视网络集团有限公司」。

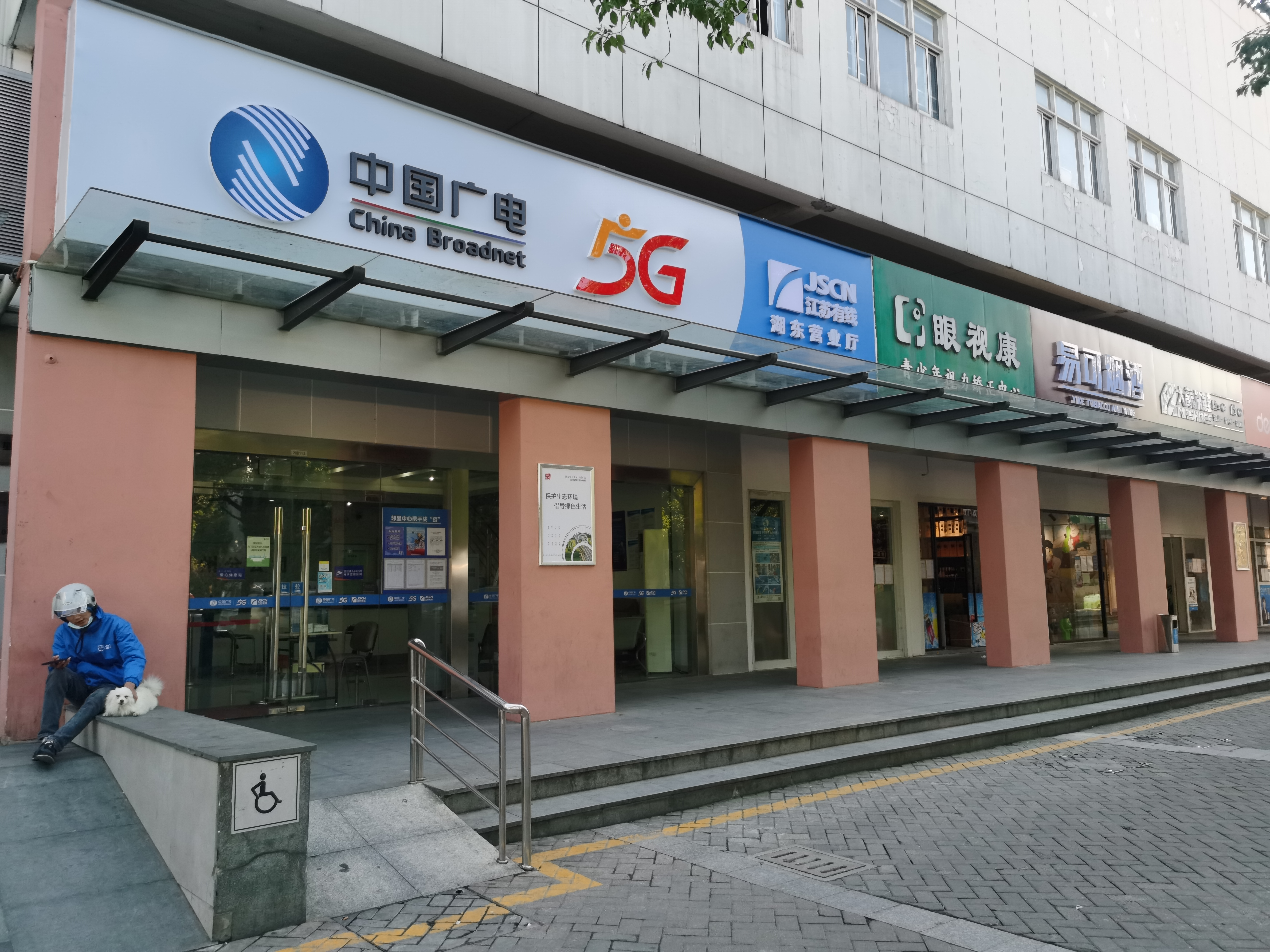
中国广电陆续在全国各地启用新版营业厅门头，此为江苏省苏州市江苏有线营业厅的门头

2022年6月6日，中国广电推出三大品牌，即中国广电、广电5G和广电慧家三大品牌，及全新标语“致广大 极视听”。全国各地广电网络公司营业厅门头同步换标，使用“中国广电”及省网结合的标志。
2022年6月27日，中国广电正式推出5G网络服务，其192号段开始向公众放号。截至9月27日，中国内地31个省（自治区、直辖市）全部开通广电5G网络服务。

## 合作业务
- 山东有线宽带电视“享TV”
- 广东广电网络“U点”家庭服务器